# Żebbuġ
Żebbuġ (forma estesa in maltese Ħaż-Żebbuġ; in italiano storico Zebbug o Casal Zebbugi) è un comune maltese  dell'isola di Malta, omonima del piccolo villaggio di Żebbuġ sull'isola di Gozo. Con una popolazione di 11 290 abitanti (2005) è la decima città di Malta per dimensioni.
La parrocchia è dedicata a San Filippo d'Agira, la cui festa è tenuta la seconda domenica di giugno, sebbene la ricorrenza sia in effetti il 12 maggio. Il paese si fregia del titolo di Città Rohan in onore del gran maestro Emmanuel de Rohan-Polduc.
La parola Żebbuġ significa "olive" e deriva dai molti oliveti presenti nei dintorni della città.

## Storia
Nel 1380 una chiesa, dedicata a San Filippo d'Agira, venne costruita nella zona compresa tra le piccole comunità di Ħal-Dwin, Ħal-Muxi e Ħal-Mula, chiamata Casal Zebui; quando queste si unirono presero il nome attuale di Ħaż-Żebbuġ.
Da semplice villaggio venne elevata al rango di città verso la fine del XVIII secolo per volere del gran maestro Emmanuel de Rohan-Polduc, tanto che prese il nome di Città de Rohan.

## Amministrazione

### Gemellaggi
- Agira[5]
- Enna[6]
- Maletto[7]